# تيودور شتينغل
البارون فيودور «تيودور» رودولفوفيتش شتينغل (بالروسية: Фёдор Рудольфович Штейнгель، بالألمانية: Theodor von Steinheil) ولد في ديسمبر 1870، سانت بطرسبرغ، الإمبراطورية الروسية وتوفي في 11 أبريل 1946، درسدن، ألمانيا. كان عالم آثار وفاعل خير وسياسي قومي أوكراني.

## حياته
أسس شتينغل مدرسة ومستشفى وتعاونية وغرفة قراءة في هورودوك [الإنجليزية]، ريفني أوبلاست وذلك عقب تخرجه من جامعة كييف، وأخيراً، ساهم في متحف هورودوك في 1902، حيث أودع مجموعاته الأثرية والتاريخية والإثنوغرافية.
انتُخب نائباً عن كييف في مجلس دوما الدولة الأول في 1906 حيث انضم إلى التجمع الحزبي الأوكراني. أصبح عضواً في جمعية التقدميين الأوكرانيين [الإنجليزية] ونائب رئيس الجمعية العلمية الأوكرانية [الإنجليزية]. وترأس اللجنة التنفيذية لدوما مدينة كييف، الذي سبق سنترال رادا [الإنجليزية] (المجلس المركزي لأوكرانيا) بعد ثورة فبراير 1917. أرسلته الهتمانات الأوكرانية كمبعوث دبلوماسي إلى برلين في 1918. عاد بعد ذلك إلى غرب أوكرانيا في العشرينات لكنه غادر إلى ألمانيا في 1939.

## قصر شتينغل في هورودوك
أصبح قصر شتينغل في هورودوك جزءاً من دير القديس نيكولاس حالياً وهو محفوظ كموقع للتراث الثقافي.